# Quai Branly
Pour les articles homonymes, voir Branly et Musée du Quai Branly - Jacques-Chirac.
Le quai Branly est une voie et un quai situés le long de la Seine (rive gauche) dans le 7e arrondissement de Paris.

## Situation et accès
Il débute à l'est dans le prolongement du quai d'Orsay, à hauteur du pont de l'Alma et de la place de la Résistance et finit au quai Jacques-Chirac, à hauteur de l'esplanade David Ben Gourion et de la passerelle Debilly.
Côté Seine, il dessert le port de La Bourdonnais.

## Origine du nom

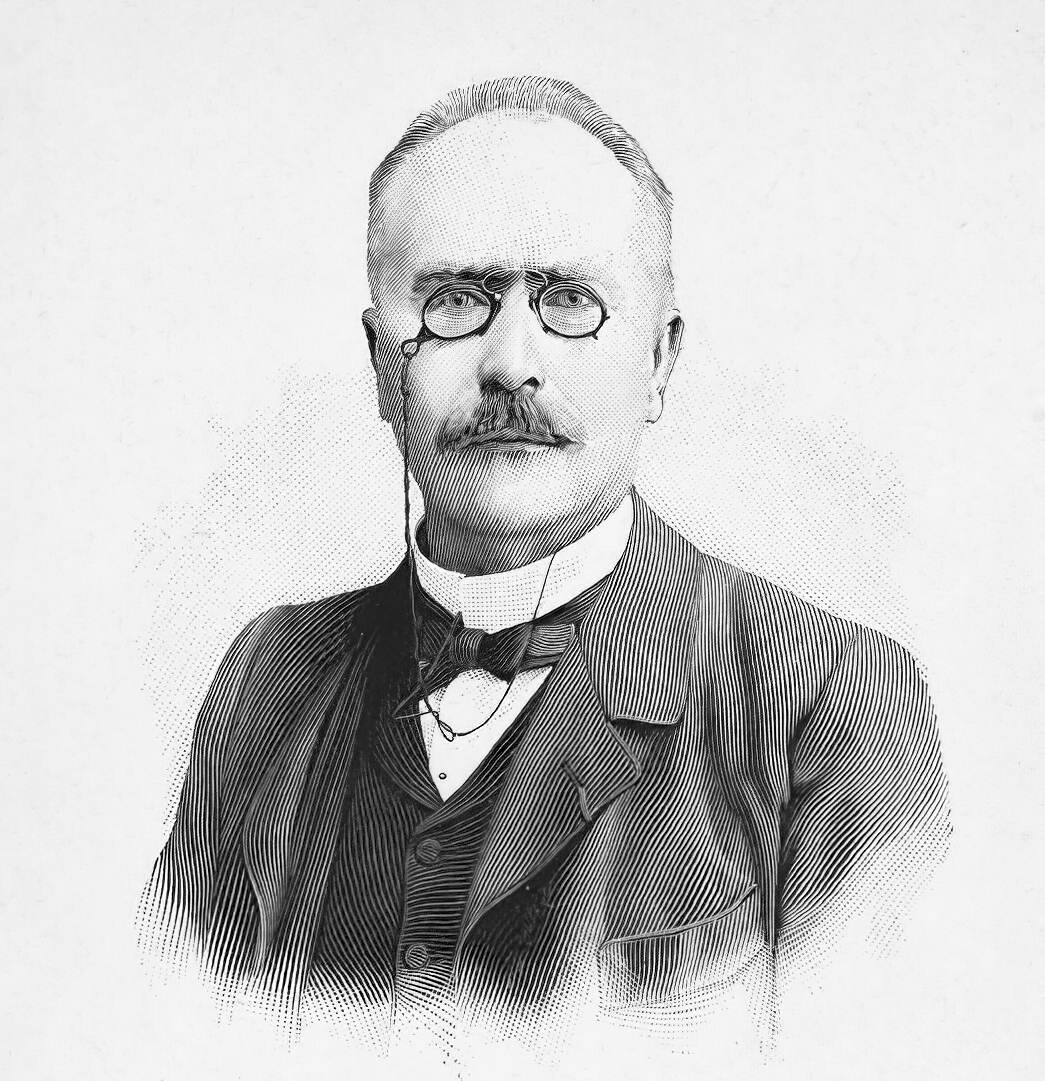
Édouard Branly.

Le quai Branly porte le nom d’Édouard Branly (1844-1940), physicien français né à Amiens, un des précurseurs de la TSF.
Le 14 avril 2021, le Conseil de Paris vote le renommage de la majeure partie du quai Branly (de la portion située devant le musée du Quai Branly jusqu'à la place des Martyrs-Juifs-du-Vélodrome-d’Hiver, dans les 7e et 15e arrondissements) « quai Jacques-Chirac », en hommage à l'ancien président de la République française.

## Historique
La zone située entre les Invalides et le Champ-de-Mars était autrefois une île, qui fut progressivement rattachée à la rive gauche à la fin du XVIIIe siècle et au début du XIXe siècle.
Le 15 juillet 1918, durant la Première Guerre mondiale, un obus lancé par la Grosse Bertha explose quai d'Orsay (partie devenue quai Branly) à l'angle de la rue de la Fédération.
Le quai Branly a reçu son nom par arrêté du 30 janvier 1941, les autorités servant le régime de Vichy (1940-1944) ayant tenu à honorer ce savant français mort à Paris le 24 mars 1940. Ce choix n’a pas été remis en cause à la Libération.
Le choix du quai comme hommage est un clin d'œil historique : il est en effet situé directement devant la tour Eiffel, qui a servi au début du XXe siècle d'antenne de transmission radio de signaux horaires permettant aux navires de l'Atlantique Nord de se placer avec une meilleure position. Cette prouesse physique a été possible grâce aux avancées d'Édouard Branly dans le domaine physique des ondes radio, et notamment dans leur réception grâce à un cohéreur. Le quai était auparavant une partie du quai d’Orsay.

## Bâtiments remarquables et lieux de mémoire
- À proximité du pont de Bir-Hakeim a été érigé le monument à la mémoire de la 1re division française libre, avec un buste en bronze du général Diego Brosset par Raymond Delamarre (1955)[3].
- Site de l'ancien siège de Météo-France, au no 1, à l'angle de l’avenue Rapp et face au pont de l'Alma. Les immeubles de ce siège, aujourd'hui détruits, ont été rachetés, en février 2010, par l'État russe, pour construire sur leur terrain une cathédrale, nouveau siège de l'Évêché orthodoxe russe de Chersonèse et un centre culturel de l'Église orthodoxe russe[4]. La construction a débuté en 2013 sur une surface de 4 200 m2[5] et s'est terminée en 2016.
- Palais de l'Alma, au no 11, résidence de la République et ancien siège du Conseil supérieur de la magistrature (CSM).
- Musée du Quai Branly - Jacques-Chirac, no 37, musée des arts et civilisations d'Afrique, d'Asie, d'Océanie et des Amériques avec son mur végétal donnant sur le quai. Il occupe la place de l'ancien ministère du Commerce extérieur.
- Il n'existe pas de no 69 du quai Branly, la numérotation passant directement du no 67 bis au no 71. L'historien Bruno Fuligni note que la municipalité aurait estimé que cela aurait été « un lieu de rendez-vous mal famé[6] ».
- Tour Eiffel, sur le Champ-de-Mars à hauteur du pont d’Iéna.
- Maison de la culture du Japon à Paris, au 101 bis.
- Mémorial national de la guerre d'Algérie et des combats du Maroc et de la Tunisie.

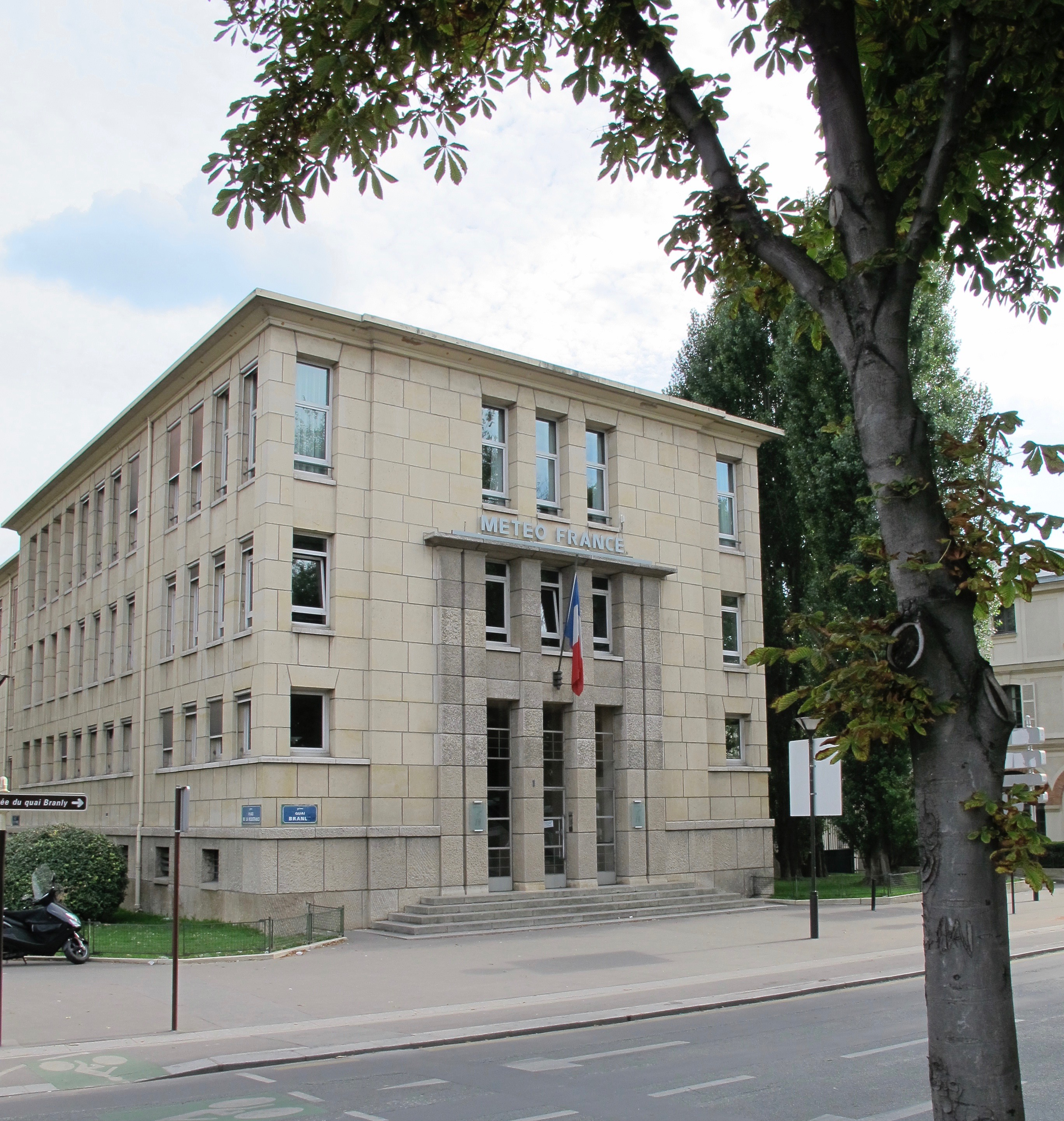
Ancien siège de Météo-France.
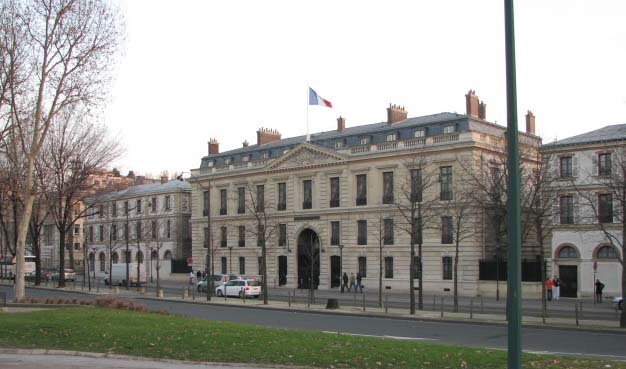
Palais de l'Alma.
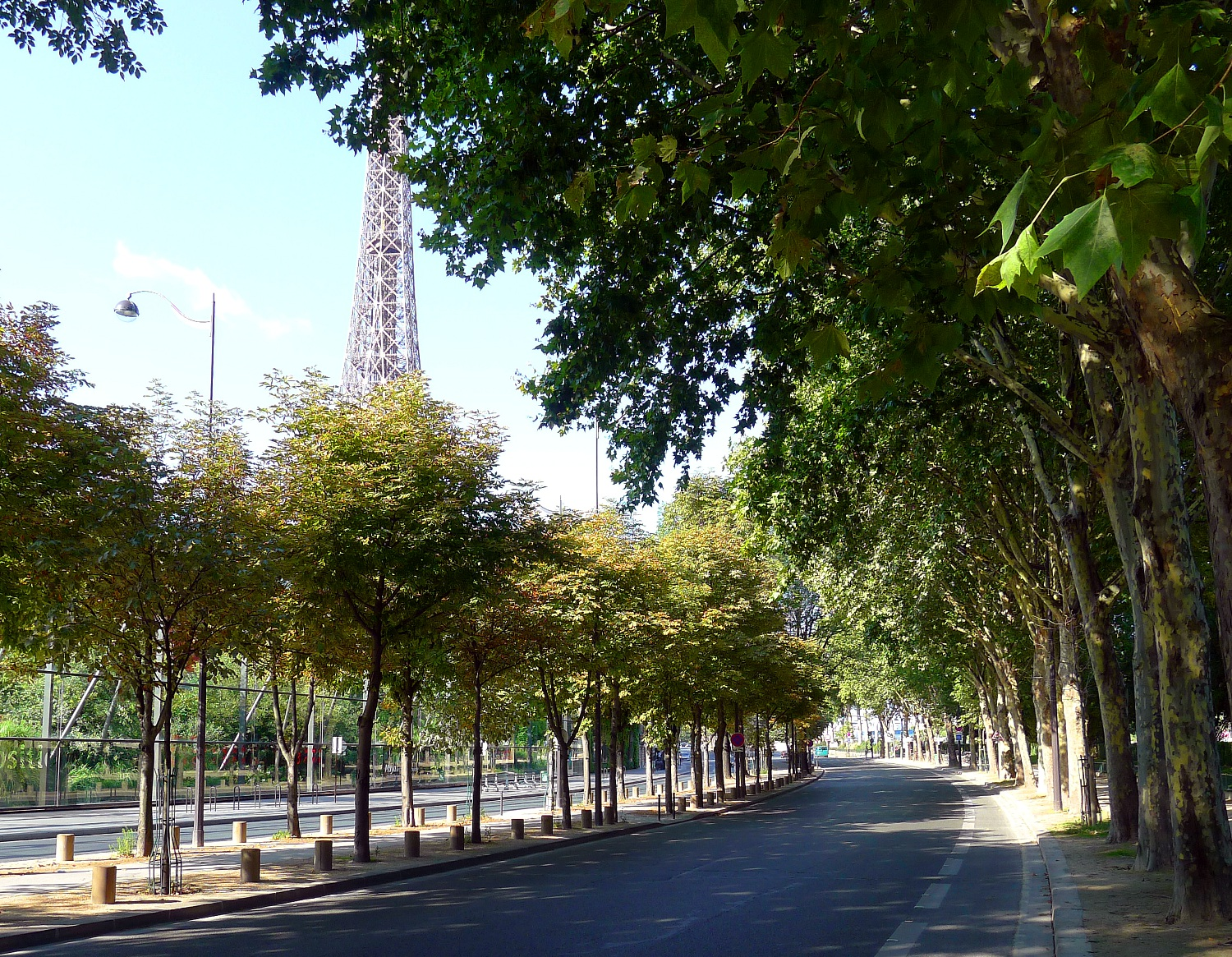
Chaussée nord.
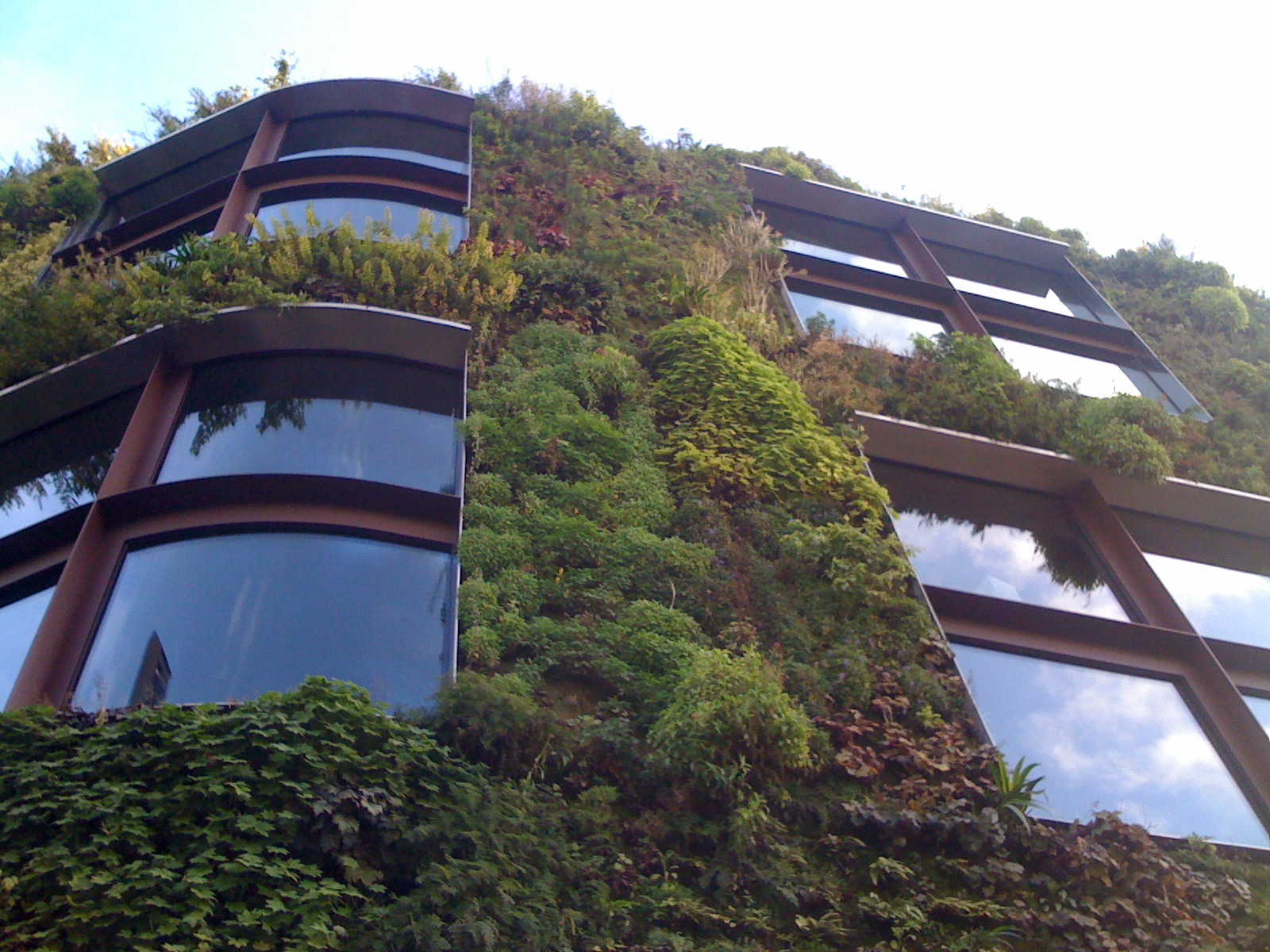
Façade du musée du quai Branly-Jacques Chirac avec mur végétalisé.